# Saintry-sur-Seine
Saintry-sur-Seine est une commune française située dans le département de l'Essonne en région Île-de-France.

## Géographie

### Situation

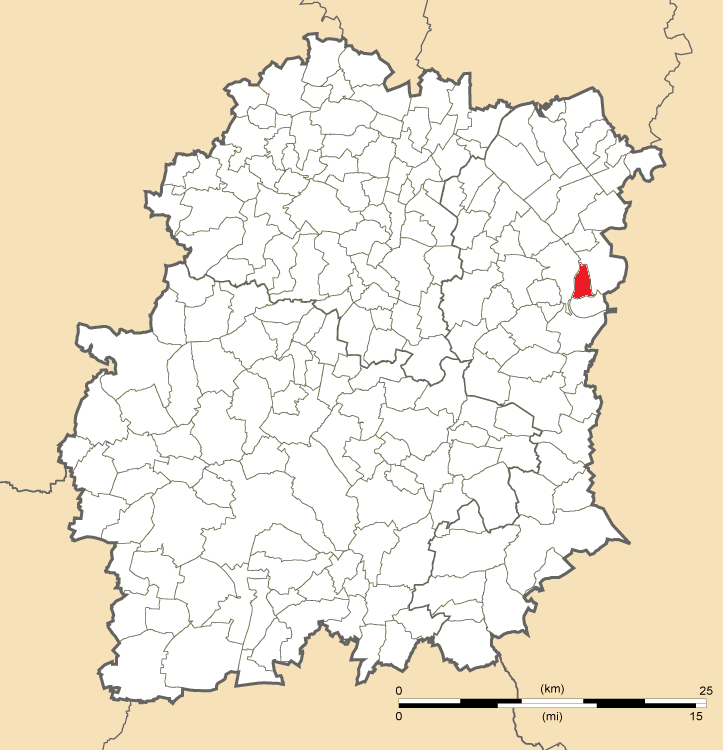
Position de Saintry-sur-Seine en Essonne.

Saintry-sur-Seine, qui est séparée de Corbeil-Essonnes par la Seine, est une ville périurbaine  située à 30 km à vol d'oiseau au sud-est de Paris, à 26 km au nord-ouest de Fontainebleau, 30 km au nord-est d'Étampes, 18 km à l'est d'Arpajon et 6 km au sud-est d'Évry-Courcouronnes.
Elle se trouve dans l'aire urbaine de Paris, que dans l'unité urbaine de Paris et dans le bassin de vie de la capitale, ainsi que dans la zone d'emploi d'Évry.

### Communes limitrophes
Les communes limitrophes sont Saint-Pierre-du-Perray, Corbeil-Essonnes et Morsang-sur-Seine.

### Géologie et relief
La superficie de la commune est de 3,29 km2 ; son altitude varie de 32  à   192 mètres.

### Hydrographie

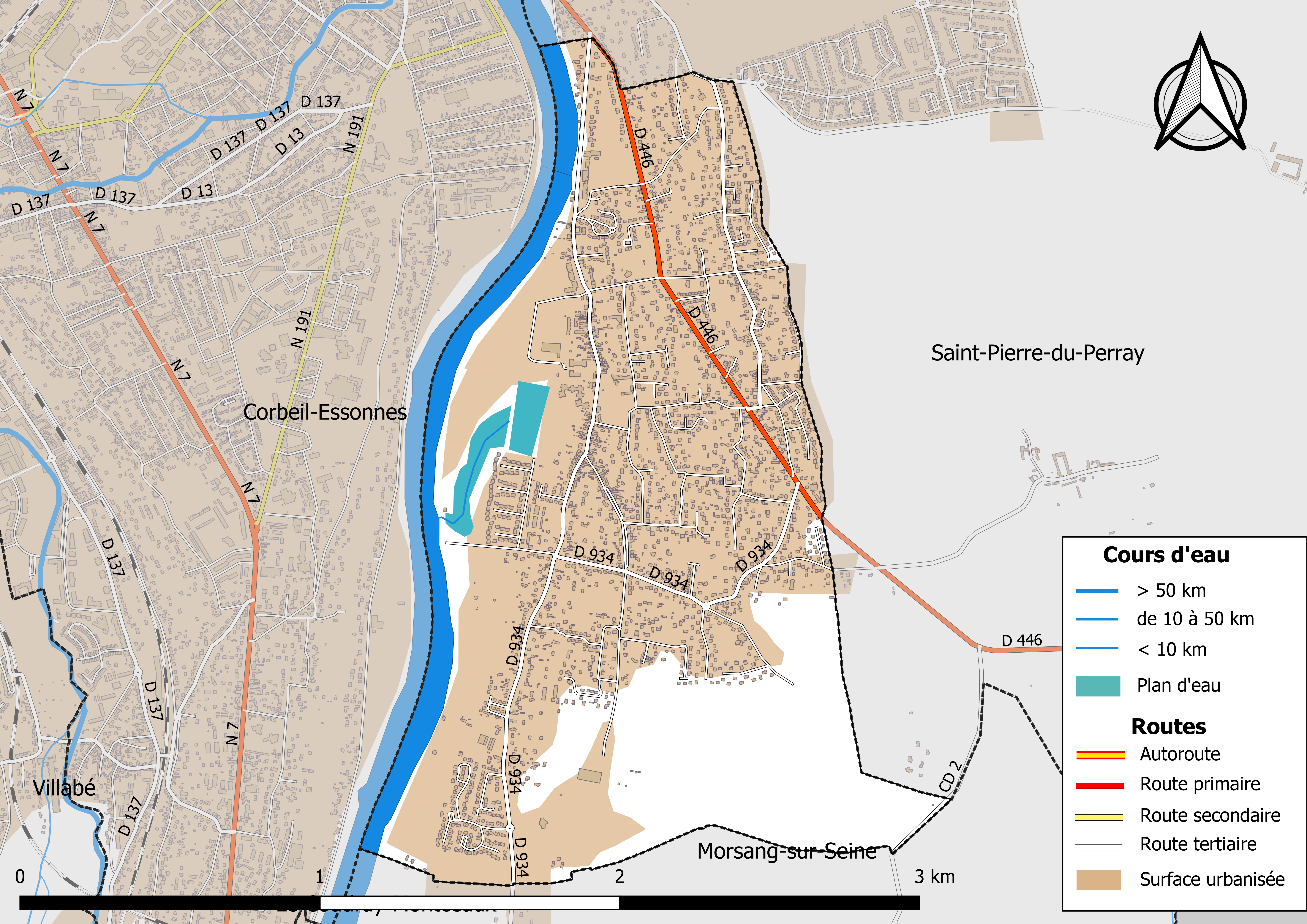
Carte hydrographique et des infrastructures de transport de la commune.

Le territoire communal est limité à l'ouest par le lit du fleuve la Seine.
Une passerelle piétonnière reliant le plan d’eau dit de la fouille Loury et la Seine a été posée en 2020 pour remplacer un ouvrage vétuste,.

### Climat
Pour des articles plus généraux, voir Climat de l'Île-de-France et Climat de l'Essonne.
En 2010, le climat de la commune est de type climat océanique dégradé des plaines du Centre et du Nord, selon une étude du CNRS s'appuyant sur une série de données couvrant la période 1971-2000. En 2020, Météo-France publie une typologie des climats de la France métropolitaine dans laquelle la commune est exposée à un climat océanique altéré et est dans la région climatique Sud-ouest du bassin Parisien, caractérisée par une faible pluviométrie, notamment au printemps (120 à 150 mm) et un hiver froid (3,5 °C).
Pour la période 1971-2000, la température annuelle moyenne est de 11,3 °C, avec une amplitude thermique annuelle de 15,4 °C. Le cumul annuel moyen de précipitations est de 664 mm, avec 10,4 jours de précipitations en janvier et 7,9 jours en juillet. Pour la période 1991-2020, la température moyenne annuelle observée sur la station météorologique la plus proche, située sur la commune de Seine-Port à 6 km à vol d'oiseau, est de 11,3 °C et le cumul annuel moyen de précipitations est de 673,1 mm,. Pour l'avenir, les paramètres climatiques de la commune estimés pour 2050 selon différents scénarios d'émission de gaz à effet de serre sont consultables sur un site dédié publié par Météo-France en novembre 2022.

### Milieux naturels et biodiversité
Les berges de la Seine et la forêt de Rougeau au sud du territoire ont été recensés au titre des espaces naturels sensibles par le conseil général de l'Essonne,.

## Urbanisme

### Typologie
Au 1er janvier 2024, Saintry-sur-Seine est catégorisée grand centre urbain, selon la nouvelle grille communale de densité à sept niveaux définie par l'Insee en 2022.
Elle appartient à l'unité urbaine de Paris, une agglomération inter-départementale regroupant 407  communes, dont elle est une commune de la banlieue,,. Par ailleurs la commune fait partie de l'aire d'attraction de Paris, dont elle est une commune du pôle principal,. Cette aire regroupe 1 929 communes,.

### Occupation des sols

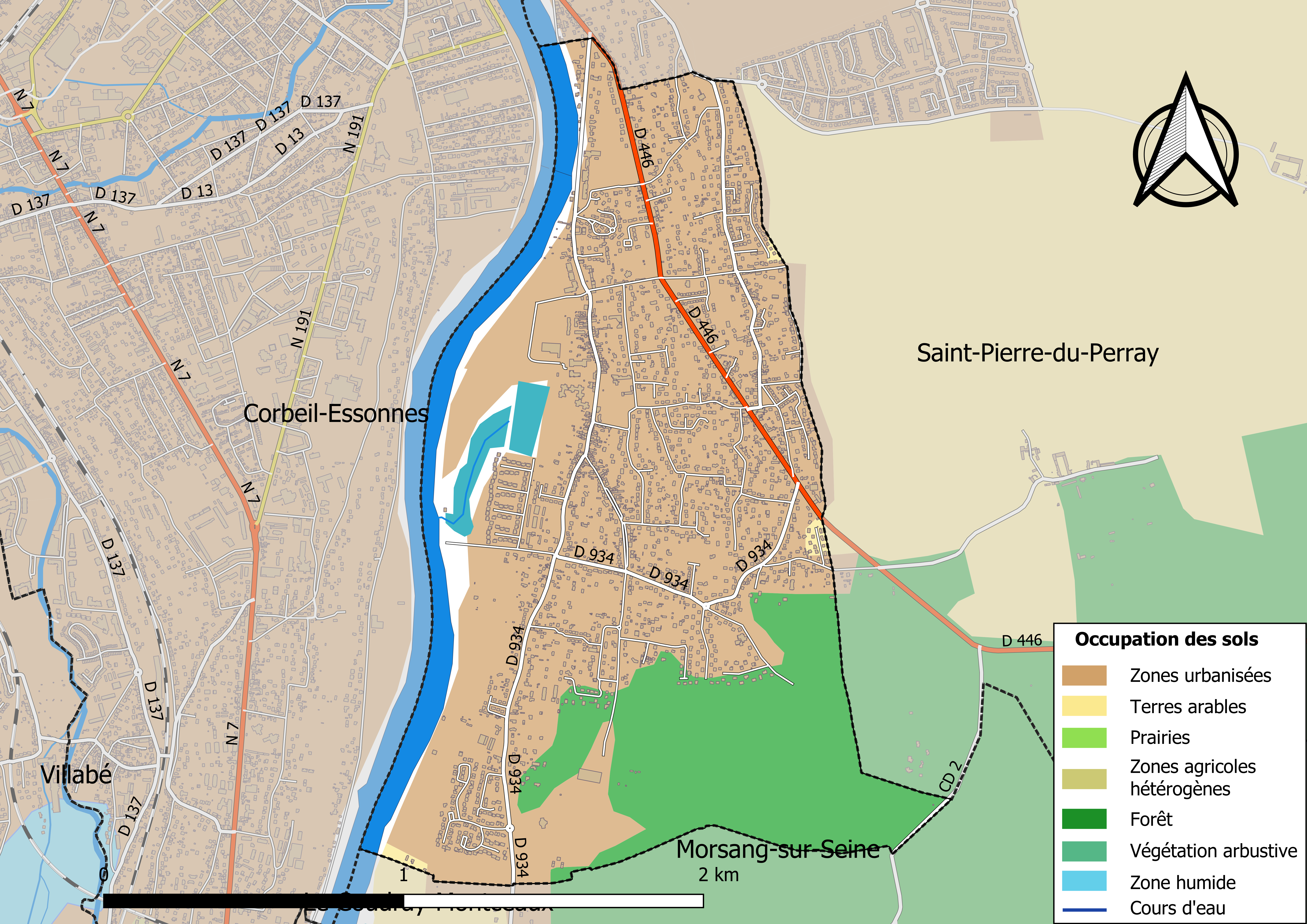
Carte des infrastructures et de l'occupation des sols de la commune en 2018 (CLC).

| Type d’occupation           | Pourcentage | Superficie (en hectares) |
| --------------------------- | ----------- | ------------------------ |
| Espace urbain construit     | 45,4 %      | 150,31                   |
| Espace urbain non construit | 19,2 %      | 63,57                    |
| Espace rural                | 35,4 %      | 117,33                   |
| Source : Iaurif-MOS 2008    |             |                          |

### Habitat et logement
En 2021, le nombre total de logements dans la commune était de 2 460, alors qu'il était de 2 300 en 2016 et de 2 016 en 2011.
Parmi ces logements, 91 % étaient des résidences principales, 0,7 % des résidences secondaires et 8,3 % des logements vacants. Ces logements étaient pour 77,7 % d'entre eux des maisons individuelles et pour 21,5 % des appartements.
Le tableau ci-dessous présente la typologie des logements à Saintry-sur-Seine en 2021 en comparaison avec celle de l'Essonne et de la France entière. Une caractéristique marquante du parc de logements est ainsi la faible proportion des résidences secondaires et logements occasionnels (0,7 %) par rapport au département (1,9 %) et à la France entière (9,7 %).
| Typologie                                               | Saintry-sur-Seine | Essonne | France entière |
| ------------------------------------------------------- | ----------------- | ------- | -------------- |
| Résidences principales (en %)                           | 91                | 91      | 82,2           |
| Résidences secondaires et logements occasionnels (en %) | 0,7               | 1,9     | 9,7            |
| Logements vacants (en %)                                | 8,3               | 7,2     | 8,1            |

La commune ne respecte pas les obligations qui lui sont faites par l'article 55 de la loi SRU de disposer d'au moins 25 % de son parc de résidences principales constituées de logements sociaux et est classée comme commune carrencée, avec ses 203 logements sociaux en 2019.
Elle est donc astreinte au paiement d'une pénalité financière, qui s'est élevée à 50 878 € en 2020.

## Toponymie
Attestée sous le nom Sintreium, Sintrium en 1029, Sainteriacum, Saineteriacum, Santraicum, Sintry, Sentri au XIIIe siècle, Centeriacum au XVe siècle, Saintery en 1538.
La commune  est instituée par la Révolution française en 1793 sous le simple nom de Saintry, la mention du fleuve la Seine est ajoutée en 1949.

## Histoire
La naissance de Saintry-sur-Seine a lieu au Xe siècle sur les ruines du village de Mory, détruit par les Vikings.[réf. nécessaire]

## Politique et administration

### Rattachements administratifs et électoraux

#### Rattachements administratifs
Antérieurement à la loi du 10 juillet 1964, la commune faisait partie du département de Seine-et-Oise. La réorganisation de la région parisienne en 1964 fit que la commune appartient désormais au département de l'Essonne et à son arrondissement d'Évry après un transfert administratif effectif au 1er janvier 1968.
Elle faisait partie de 1793 à 1975 du canton de Corbeil-Essonnes de Seine-et-Oise puis de l'Essonne. En 1975, la ville intègre le canton de Saint-Germain-lès-Corbeil. Dans le cadre du redécoupage cantonal de 2014 en France, cette circonscription administrative territoriale a disparu, et le canton n'est plus qu'une circonscription électorale.

#### Rattachements électoraux
Pour les élections départementales, la commune est membre depuis 2014 du canton d'Épinay-sous-Sénart.
Pour l'élection des députés, elle fait partie de la neuvième circonscription de l'Essonne.

### Intercommunalité
La commune de Saintry-sur-Seine a intégré l'établissement public de coopération intercommunal (EPCI) du Syndicat d'agglomération nouvelle de Sénart-en-Essonne le 1er janvier 2003. Cette structure se transforme le 31 décembre 2015 en un établissement public de coopération intercommunale (EPCI) à fiscalité propre de droit commun, la communauté d’agglomération de Sénart en Essonne.
Conformément aux prescriptions de la loi de réforme des collectivités territoriales du 16 décembre 2010, qui a prévu le renforcement et la simplification des intercommunalités et la constitution de structures intercommunales de grande taille, notamment en banlieue parisienne afin de pouvoir dialoguer avec la Métropole du Grand Paris, celle-ci a immédiatement fusionné  le 1er janvier 2016 avec : 

- la communauté d’agglomération Évry Centre Essonne ; 

- la communauté d'agglomération Seine-Essonne ;

- la Communauté d'agglomération de Sénart
ainsi que la commune de Grigny, pour former la communauté d'agglomération Grand Paris Sud Seine Essonne Sénart, dont est désormais membre la commune 

### Tendances et résultats politiques

#### Élections présidentielles
Résultats des seconds tours :
- Élection présidentielle de 2002 : 83,19 % pour Jacques Chirac (RPR), 16,81 % pour Jean-Marie Le Pen (FN), 81,23 % de participation[21].
- Élection présidentielle de 2007 : 57,07 % pour Nicolas Sarkozy (UMP), 42,93 % pour Ségolène Royal (PS), 87,98 % de participation[22].
- Élection présidentielle de 2012 : 50,00 % pour François Hollande (PS), 50,00 % pour Nicolas Sarkozy (UMP), 84,00 % de participation[23].
- Election présidentielle de 2017 : 66,62 % pour Emmanuel Macron (Renaissance), 33,38 % pour Marine Le Pen (Rassemblement national), 76,73 % de participation[24].
- Élection présidentielle de 2022 : 58,88 % pour Emmanuel Macron (Renaissance), 41,18 % pour Marine Le Pen (Rassemblement national), 73,48 % de participation[25].

#### Élections législatives
Résultats des seconds tours :
- Élections législatives de 2002 : 59,64 % pour Georges Tron (UMP), 40,36 % pour Florence Léon-Ploquin (PS), 58,44 % de participation[26].
- Élections législatives de 2007 : 56,48 % pour Georges Tron (UMP), 43,52 % pour Thierry Mandon (PS), 56,74 % de participation[27].
- Élections législatives de 2012 : 56,32 % pour Thierry Mandon (PS), 43,68 % pour Georges Tron (UMP), 57,12 % de participation[28].
- Élections législatives de 2017 : 57,96 % pour Marie Guévenoux (Renaissance), 42,04 % pour Veronique Carantois (Les Républicains , 38,52 % de participation[29].
- Élections législatives de 2022 : 51,27 % pour Marie Guévenoux (Renaissance), 48,73 % pour Nadhera Beletreche (Nouvelle Union populaire écologique et sociale), 45,29 % de participation[29].

#### Élections européennes
Résultats des deux meilleurs scores :
- Élections européennes de 2004 : 25,82 % pour Harlem Désir (PS), 16,95 % pour Patrick Gaubert (UMP), 43,38 % de participation[30].
- Élections européennes de 2009 : 31,29 % pour Michel Barnier (UMP), 15,45 % pour Daniel Cohn-Bendit (Europe Écologie), 42,74 % de participation[31].
- Élections européennes de 2014 : 28,32 % pour Aymeric Chauprade (FN), 20,14 % pour Alain Lamassoure (UMP), 44,32 % de participation[32].

#### Élections régionales
Résultats des deux meilleurs scores :
- Élections régionales de 2004 : 49,34 % pour Jean-Paul Huchon (PS), 38,79 % pour Jean-François Copé (UMP), 66,49 % de participation[33].
- Élections régionales de 2010 : 54,82 % pour Jean-Paul Huchon (PS), 45,18 % pour Valérie Pécresse (UMP), 51,52 % de participation[34].

#### Élections municipales
Lors du second tour des élections municipales de 2014 dans l'Essonne, la liste DVD menée par Martine Cartau-Oury obtient la majorité des suffrages exprimés, avec 1 196 voix (44,76 %, 22 conseillers municipaux dont 7 syndicaux), devançant de 49 voix celle DVG menée par le maire sortant (1 147 voix, 42,92 %, 6 conseillers municipaux élus dont 2 syndicaux).

La troisième liste, DVG menée par Alain Herschkorn, recueille 329 voix, 12,31 %, 1 conseiller municipal élu) lors d'un scrutin où 32,64 % des électeurs se sont abstenus. 	
Lors du second tour des élections municipales de 2020 dans l'Essonne, la liste DIV menée par Patrick Rauscher — qui bénéficiait de la fusion de la liste également DIV menée par Alain Herschkorn du 1er tour  — obtient la majorité des suffrages exprimés, avec  980 voix (46,60 %, 22 conseillers municipaux élus dont 1 communautaire) , devançant largement les listes menées respectivement par : 

- Martine Cartau-Oury, maire sortante (UDI, 687 voix, 32,66 %, 4 conseillers municipaux élus) ; 

- Fanny Aubry (DVG, 436 voix 20,73 %, 3 conseillers municipaux élus) ;

lors d'un scrutin marqué par la pandémie de Covid-19 en France où 46,73 % des électeurs se sont abstenus.
Après une crise municipale et la démission du maire Patrick Rauscher ainsi que de sa majorité en septembre 2024,, de nouvelles élections municipales sont organisées en décembre 2024. 
Au second tour, la liste SE menée par le maire démissionnaire obtient la majorité absolue des suffrages exprimes, avec 67,33 % des suffrages exprimés (25 conseillers municipaux), devançant largement celle de l'ancienne maire Martine Cartau-Oury (UDI) — qui bénéficiait de la fusion de la liste du 1er tour menée par Sébastien Diaz — qui a recueilli  32,67 % des suffrages (4 conseillers municipaux élus),
.

### Référendums
- Référendum de 2000 relatif au quinquennat présidentiel : 76,62 % pour le Oui, 23,38 % pour le Non, 31,34 % de participation[44].
- Référendum de 2005 relatif au traité établissant une Constitution pour l'Europe : 50,95 % pour le Non, 49,05 % pour le Oui, 74,75 % de participation[45].

### Liste des maires
| Période                                  | Période      | Identité                  | Étiquette    | Qualité |
| ---------------------------------------- | ------------ | ------------------------- | ------------ | --- |
| 1793                                     | 1803         | Joseph Pancrace Leconte   |              | |
| 1803                                     | 1815         | Antoine Didier Guéry      |              | |
| 1815                                     | 1838         | Louis Auger               |              | Épicier |
| 1838                                     | 1850         | Jean Baptiste Bertinguiot |              | |
| 1850                                     | 1876         | Louis Achille Morel       |              | |
| 1876                                     | 1895         | François Dru              |              | |
| 1895                                     | 1909         | Eugène Haquin             |              | |
| 1909                                     | 1913         | Louis-Désiré Manchon      |              | |
| 1913                                     | 1920         | Ernest Delaunay           |              | |
| 1920                                     | 1924         | Louis-Désiré Manchon      |              | |
| 1924                                     | 1929         | Paul Delaunay             |              | |
| 1929                                     | 1934         | Justinien Abeille         |              | |
| 1934                                     | octobre 1939 | Jean Clément              | PC-SFIC      | Forgeron Conseil municipal suspendu par le gouvernement Daladier à la suite de la signature du Pacte germano-soviétique                                                                                          |
| octobre 1939                             |              | M. Théo                   |              | Nommé président de la délégation spéciale par le gouvernement Daladier |
| Les données manquantes sont à compléter. |              |                           |              | |
| 1947                                     | mai 1953     | Marceau Berchem           |              | |
| mai 1953                                 | mars 1959    | Jean Phélipon             |              | |
| mars 1959                                | 1966         | Marius Arnaud             |              | |
| 1966                                     | mars 1977    | Jean Clément              |              | |
| mars 1977                                | mars 1983    | Lazare Gozman             | PCF          | |
| mars 1983                                | février 1999 | Jean-Louis Campredon,     | RPR          | Directeur commercial Conseiller régional d'Île-de-France (1985 → 1998) Conseiller général de Saint-Germain-lès-Corbeil (1982 → 2001) Vice-président du conseil général de l'Essonne (1994 → 1998) Démissionnaire |
| février 1999                             | mars 2008    | Michel Doumax             | DVD puis UMP | Pilote de ligne |
| mars 2008                                | avril 2014   | Michel Carreno            | PS           | Professionnel de la communication |
| avril 2014                               | juillet 2020 | Martine Cartau-Oury       | UDI          | Chef d'entreprise Vice présidente Grand Paris Sud (2016 → 2020) |
| juillet 2020                             | En cours     | Patrick Rauscher          | SE           | Cadre supérieur SDIS 91 Réélu en décembre 2024 après sa démission |

### Jumelages
| Saintry-sur-Seine Polegate |

Saintry-sur-Seine a développé des associations de jumelage avec :
- Polegate (Royaume-Uni) depuis 1991, en anglais Polegate, située à 296 kilomètres[52].

## Équipements et services publics

### Enseignement
Les élèves de Saintry-sur-Seine sont rattachés à l'académie de Versailles.
En 2010, la commune dispose des écoles maternelles des Renardeaux et Michelle-Koch et de l'école élémentaire du Parc-Municipal.

### Équipements culturels
La ville dispose d'une bibliothèque municipale, la Demi-lune, et s'est dotée d'une maison de la culture en 2021.

### Santé
La commune dispose sur son territoire de l'établissement d'hébergement pour personnes âgées dépendantes du château de Champlâtreux.
Elle dispose également d'une maison médicale.

### Postes et télécommunications
Saintry dispose d'une agence postale communale

## Population et société

### Démographie
Ses habitants sont appelés les Saintryens.

#### Évolution démographique
L'évolution du nombre d'habitants est connue à travers les recensements de la population effectués dans la commune depuis 1793. Pour les communes de moins de 10 000 habitants, une enquête de recensement portant sur toute la population est réalisée tous les cinq ans, les populations de référence des années intermédiaires étant quant à elles estimées par interpolation ou extrapolation. Pour la commune, le premier recensement exhaustif entrant dans le cadre du nouveau dispositif a été réalisé en 2005.

En 2022, la commune comptait 5 853 habitants, en évolution de +2,52 % par rapport à 2016 (Essonne : +2,89 %, France hors Mayotte : +2,11 %).
| 1793 | 1800 | 1806 | 1821 | 1831 | 1836 | 1841 | 1846 | 1851 |
| ---- | ---- | ---- | ---- | ---- | ---- | ---- | ---- | ---- |
| 373  | 416  | 372  | 489  | 536  | 565  | 569  | 579  | 546  |

| 1856 | 1861 | 1866 | 1872 | 1876 | 1881 | 1886 | 1891 | 1896 |
| ---- | ---- | ---- | ---- | ---- | ---- | ---- | ---- | ---- |
| 503  | 497  | 498  | 555  | 580  | 604  | 629  | 626  | 648  |

| 1901 | 1906 | 1911 | 1921 | 1926 | 1931 | 1936  | 1946  | 1954  |
| ---- | ---- | ---- | ---- | ---- | ---- | ----- | ----- | ----- |
| 628  | 627  | 668  | 723  | 855  | 917  | 1 035 | 1 108 | 1 244 |

| 1962  | 1968  | 1975  | 1982  | 1990  | 1999  | 2005  | 2006  | 2010  |
| ----- | ----- | ----- | ----- | ----- | ----- | ----- | ----- | ----- |
| 1 558 | 1 909 | 3 046 | 3 642 | 4 929 | 4 998 | 4 979 | 5 052 | 5 093 |

| 2015  | 2020  | 2022  | - | - | - | - | - | - |
| ----- | ----- | ----- | - | - | - | - | - | - |
| 5 654 | 5 835 | 5 853 | - | - | - | - | - | - |

En 1716, Saintry-sur-Seine comptait environ 146 habitants .

#### Pyramide des âges
En 2018, le taux de personnes d'un âge inférieur à 30 ans s'élève à 36,1 %, soit en dessous de la moyenne départementale (39,9 %). À l'inverse, le taux de personnes d'âge supérieur à 60 ans est de 24,1 % la même année, alors qu'il est de 20,1 % au niveau départemental.
En 2018, la commune comptait 2 791 hommes pour 2 967 femmes, soit un taux de 51,53 % de femmes, légèrement supérieur au taux départemental (51,02 %).
Les pyramides des âges de la commune et du département s'établissent comme suit.
| Hommes | Classe d’âge | Femmes |
| ------ | ------------ | ------ |
| 0,7    | 90 ou +      | 2,1    |
| 6,4    | 75-89 ans    | 8,0    |
| 15,5   | 60-74 ans    | 15,3   |
| 20,8   | 45-59 ans    | 20,7   |
| 19,0   | 30-44 ans    | 19,1   |
| 15,9   | 15-29 ans    | 15,3   |
| 21,6   | 0-14 ans     | 19,5   |

| Hommes | Classe d’âge | Femmes |
| ------ | ------------ | ------ |
| 0,5    | 90 ou +      | 1,4    |
| 5,4    | 75-89 ans    | 7,2    |
| 12,9   | 60-74 ans    | 13,9   |
| 20     | 45-59 ans    | 19,4   |
| 19,9   | 30-44 ans    | 20,1   |
| 20     | 15-29 ans    | 18,2   |
| 21,3   | 0-14 ans     | 19,8   |

### Cultes

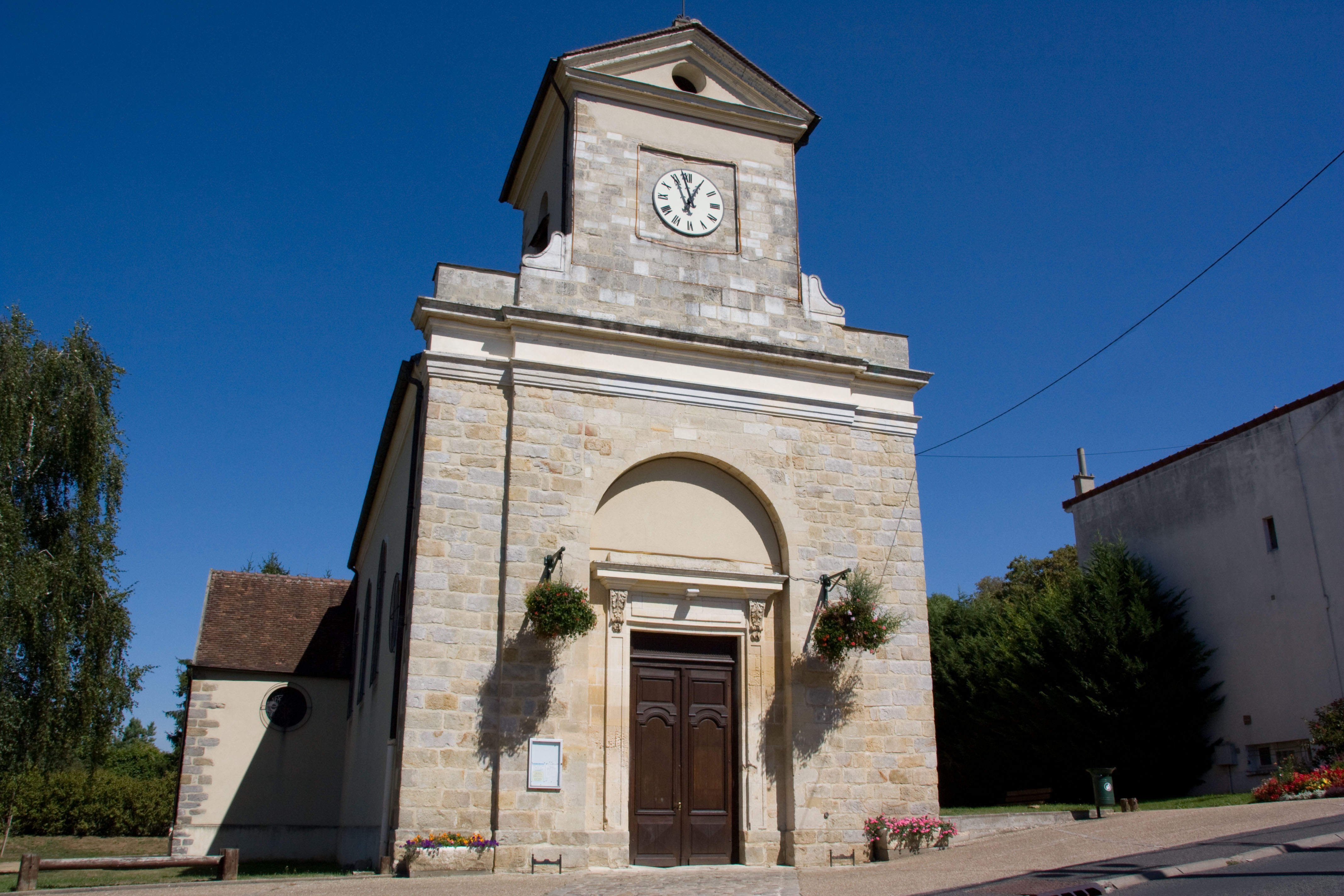
L'église de la Nativité-de-la-Très-Sainte-Vierge.

La paroisse catholique de Saintry-sur-Seine est rattachée au secteur pastoral de Corbeil-Saint-Germain et au diocèse d'Évry-Corbeil-Essonnes. Elle dispose de l'église de la Nativité-de-la-Très-Sainte-Vierge.

### Médias
L'hebdomadaire Le Républicain relate les informations locales. La commune est en outre dans le bassin d'émission des chaînes de télévision France 3 Paris Île-de-France Centre, IDF1 et Téléssonne intégré à Télif.
Elle dispose d'une radio locale nommée Infiny Radio.

## Économie

### Emplois, revenus et niveau de vie
En 2006, le revenu fiscal médian par ménage était de 24 593 €, ce qui plaçait la commune au 498e rang parmi les 30 687 communes de plus de cinquante ménages que compte le pays et au quarante-septième rang départemental.
| Répartition des emplois par catégories socioprofessionnelles en 2006. |              |                                           |                                                   |                            |                          |                           |
|                                                                       | Agriculteurs | Artisans, commerçants, chefs d’entreprise | Cadres et professions intellectuelles supérieures | Professions intermédiaires | Employés                 | Ouvriers                  |
| Saintry-sur-Seine                                                     | 0,0 %        | 18,0 %                                    | 8,3 %                                             | 30,8 %                     | 27,6 %                   | 15,3 %                    |
| Zone d’emploi d’Évry                                                  | 0,3 %        | 4,0 %                                     | 20,2 %                                            | 29,6 %                     | 28,2 %                   | 17,7 %                    |
| Moyenne nationale                                                     | 2,2 %        | 6,0 %                                     | 15,4 %                                            | 24,6 %                     | 28,7 %                   | 23,2 %                    |
| Répartition des emplois par secteurs d’activités en 2006.             |              |                                           |                                                   |                            |                          |                           |
|                                                                       | Agriculture  | Industrie                                 | Construction                                      | Commerce                   | Services aux entreprises | Services aux particuliers |
| Saintry-sur-Seine                                                     | 0,6 %        | 12,6 %                                    | 14,4 %                                            | 17,0 %                     | 7,8 %                    | 7,0 %                     |
| Zone d’emploi d’Évry                                                  | 0,9 %        | 13,5 %                                    | 5,4 %                                             | 14,6 %                     | 16,2 %                   | 6,9 %                     |
| Moyenne nationale                                                     | 3,5 %        | 15,2 %                                    | 6,4 %                                             | 13,3 %                     | 13,3 %                   | 7,6 %                     |
| Sources : Insee,                                                      |              |                                           |                                                   |                            |                          |                           |

## Culture locale et patrimoine

### Personnalités liées à la commune
Différents personnages publics sont nés, décédés ou ont vécu à Saintry-sur-Seine :
- Antoine Didier Guéry (1765-1825), colonel français de la Révolution et de l'Empire, maire de Saintry-sur-Seine.
- Robert Savary (1920-2000), artiste peintre, y séjourna fréquemment dans une résidence familiale[69].
- Louis Meznarie, (1930-2020), préparateur de motocyclettes et d’automobiles de compétition y est né
- Bruno Nicolini dit Bénabar (1969- ), chanteur y a habité.

### Héraldique et logotype

Logotype de la commune.

| Blason de Saintry-sur-Seine | Blason  | D'azur à la fasce ondée d'argent accompagnée de trois feuilles de Ginkgo biloba d'or. Devise / Cri'Ne Quid Nimis qui peut se traduire en français par « Rien de trop » |
| Blason de Saintry-sur-Seine | Détails | Le statut officiel du blason reste à déterminer. |

## Pour approfondir